# Hans Strigl
Hans Strigl (* 13. Dezember 1897 in Linz; † 17. Februar 1956 ebenda) war ein österreichischer Maler.
Er gilt als einer der ersten abstrakten Maler Oberösterreichs.

## Leben und Wirken
Strigl studierte Jus an der Universität Innsbruck und Welthandel an der Universität Wien, war von Beruf Landesschulinspektor und Lehrer an der Handelsakademie Linz.
Seine Zuwendung zur Malerei begann nach Abschluss des Studiums 1924, wobei er sich neben seiner Tätigkeit im Schuldienst autodidaktisch ausbildete. 1926 wurde er Mitglied der Künstlervereinigung MAERZ und unternahm 1929 gemeinsam mit Egon Hofmann eine Studienreise nach Albanien. Von 1934 bis 1938 war er Mitglied des Bundeskulturrates, einer Einrichtung des austrofaschistischen Ständestaates. 1938 und 1944 wurde er als Widerstandskämpfer verhaftet und aus dem Schuldienst entlassen.
1945 gründete er die Berufsvereinigung der Bildenden Künstler Oberösterreichs, war bis 1950 dort Mitglied und deren erster Präsident, beriet 1946/1947 die Stadt Linz bei der Gründung der Kunsthochschule Linz und wurde wieder im Schuldienst tätig.

## Werke
Strigl schuf zunächst Blumenbilder und zuletzt Porträts und Landschaften. Mit 46 Jahren malte er sein erstes ungegenständliches Bild. Er war darum bemüht, innere Erlebnisse adäquat in künstlerischer Form umzusetzen. Er sah seine Kompositionen in der Verbindung von Musik und visueller Form als Meditationsobjekte. Der Ausdruck des Immateriellen sollte durch Transparenz und Leuchtkraft der vorwiegend hellen Farben gesteigert werden.

## Ausstellungen
- 1957 Gedächtnisausstellung in der Neuen Galerie der Stadt Linz (heute Lentos)[4]
- 1968 Hans Strigl – 1897 bis 1956: Aus seinem abstrakten Werk, in der Neuen Galerie der Stadt Linz anlässlich seines 70. Geburtstages[5]
- 1998 Spirituelle Abstraktion im Nordico und in der Albertina Wien anlässlich seines 100. Geburtstages[6]